# Tchien-ču-šan
Tchien-ču-šan (čínsky pchin-jinem Tiānzhù Shān, znaky zjednodušené 天柱山) je pohoří v čínské provincii An-chuej. Jedná se o východní součást geomorfologické provincie tvořené pohořím Ta-pie-šan. Nejvyšším bodem je vrchol Tchien-ču s nadmořskou výškou 1489,8 m n. m. Pohoří je typické svými uhlazenými skalními útvary z žuly, respektive mikrogranitu.
Tchien-ču se začalo formovat asi před 240 milióny let srážkou desky Jang-c' a severočínského kratonu, během neogénu v důsledku orogeneze Himálaje se většina pohoří nesouvisle vyvrásnila do výšky. Postupnou erozí a opotřebováváním horniny se pohoří proměnilo do momentálního stavu.

## Název
Jméno pohoří se dá doslovně přeložit jako „pohoří nebeského pilíře“ a je odvozeno od tvaru jeho nejvyšších vrcholu.
Dalšími názvy se pohoří označuje jako Čchien-šan (潜山, doslova Skryté pohoří – podle polohy „pilíře“ skrytého mezi horami), či historicky Wan-šan nebo Wan-kung-šan (皖山; 皖公山, podle státu Wan z období Jar a podzimů či jeho krále Wan Kunga, jemuž bylo pohoří uděleno v léno).

## Vrcholy a turistické cíle
Nejvyhledávanějším vrcholem pohoří je jeho nejvyšší bod Tchien-ču, tedy údajný „pilíř“, který drží nebesa. Vrchol je nepřístupný, lze jej ale pozorovat z vyhlídkové plošiny. Pohoří má několik desítek vrcholů, které díky svému hladkému tvaru získaly specifická jména, mimo skalních útvarů i jeskyně a vodopády. Oblast je hustě zalesněna, nacházejí se zde památné borovice.
Mimo přírodní útvary je pohoří významné náboženské místo pro taoismus i buddhismus, v pohoří nachází buddhistický chrám San-c'. Tento chrám byl postaven v roce 505, v průběhu dějin byl ale několikrát zničen a znovu postaven. Momentální budova je rekonstrukcí z roku 1944. V pohoří se nacházelo více taoistických i buddhistických chrámů, většina se ale kvůli různým konfliktům nedochovala.

## Ochrana a turismus
Tchien-ču-šan je čínskou vládou klasifikován jako scénická oblast a je zařazen na seznamu turistické kategorie 5A.
Od roku 2015 spadá pohoří do oblasti stejnojmenného geoparku UNESCO. Od stejného roku je Tchien-ču-šan také zapsán na čekací listině ČLR UNESCO.